# Пролазни неонатални дијабетес
Пролазни неонатални дијабетес (енгл. Transient neonatal diabetes; фр. Diabète néonatal transitoire) дефинисан као и шећерна болест, болест је која се може појавити током првих шест недеља живота новорођенчета и спонтано нестати 18 месеци касније.

## Узрок
Главне карактеристике пролазног неонаталног дијабетеса су: 
- интраутерино ограничење раста плода током трудноће;[3]
- дехидратација новорођенчета;[4]
- хипергликемија;[5]
- смањен ниво Кетозе, једног врста шећера који се налази у крви.[6]

Код неке деце до ове болести долази због мутације гена  који се налази у региону хромозома 6q24. Ретко дијабетес може бити узрокован мутацијом гена који кординирају инсулин, одговоран полипептидни хормон који регулише метаболизам угљених хидрата.

## Клиничка слика
Дијабетес код новорођенчета се појављује током првих дана живота. У већини случајева први симптом је дехидратација која означава претерани губитак телесне течности и поремећај метаболизма. Други облици могу бити макроглосија (велики језик) или омбилична кила.
Код више од 95% оболелих, интраутерини застој раста је присутан а видљив је обично у трећем тромесечју трудноће.
У случају пролазног неонаталног дијабетеса, дефинитивна промена бета ћелије јединствене врста ћелија ендокриног дела панкреаса, код већине сисара, локализоване у Лангерхансовим острвцима, и спадају у групу од најмање пет различитих типова инсулоцита који производе и луче хормоне директно у крвоток, изражава се на променљив начин и остаје скривена одређено време, такозвано време ремисије. Не постоје видљиви знаци дисфункције који би време релапса.према истраживањима, иако се ово може десити у одраслом добу, често се дешава у време пубертета, периода који код свих адолесцената изазива механизам инсулинске резистенције.

## Лечење
Након успостављене дијагнозе пролазни неонатални дијабетес се лечи инсулином. Лечење почиње одмах након успостављене дијагнозе и у већини случајева се једино инсулин користи.

### Мутација АБЦЦ8 гена
Мутације АБЦЦ8 гена узрокују неонатални дијабетес који може бити пролазан или у ретким случајевима трајан. Око 90% пљцијената могу бити лечени Сулфонилурејама (деривати антидијабетесних лекова која се користи у лечењу дијабетеса. Делују путем повишавања отпуштања инсулина из бета ћелија у панкреасу) уместо инсулином. Неке студије су сугерисале да људи са АБЦЦ8 трајним неонаталним дијабетесом захтевају ниже дозе сулфонилуреје и да имају блаже неуролошке карактеристике од оних са КЈН1Ц трајним неонаталним дијабетесом али су ове студије биле краткорочне и укључивале су пацијенте са пролазним и трајним АБЦЦ8 неонаталним дијабетесом.

### Поремећаји хромозома 6q24
Код здравих особа, у регији 6q24 активни су само гени очевог порекла, док су мајчини гени утишани метилацијом. Појачани изражај гена код болесника са 6q24 хромозомом може бити последица патерне унипаренталне дисомије, небалансиране дупликације патерналног гена. Унипарентална дисомија је најчешће одговорна за појаву болести. Дупликација патерналног алела може настати уз спорадичну појаву болести, може бити наслеђена као доминантни ген,  или може настати у оквиру сложене органитациј хромозома.

## Ремисија диабетеса
Пролазни неонатални дијабетес се може појавити и до 18. месеца живота детета тако да постоји могућност ремисије. У неким случајевима болест се може појавити и током адолесценције која се може претворити у дијабетес тип 2 који настаје као последица различитих абнормалности на нивоу периферних ткива и чини око 90% свих случајева дијабетеса у САД.

## Типови
| Тип   | Омим                                                                                         | Ген           | Локус          | Опис                                                                |
| ----- | -------------------------------------------------------------------------------------------- | ------------- | -------------- | ------------------------------------------------------------------- |
| TNDM1 | Online Mendelovsko nasleđivanje kod čoveka (OMIM) Менделовско наслеђивање код човека -601410 | ZFP57, PLAGL1 | 6p22.1, 6q24.2 |                                                                     |
| TNDM2 | Online Mendelovsko nasleđivanje kod čoveka (OMIM) Менделовско наслеђивање код човека -610374 | ABCC8         | 11p15.1        | Због мутације гена KATP channel, SUR1, који је кодиран ABCC8 геном. |
| TNDM3 | Online Mendelovsko nasleđivanje kod čoveka (OMIM) 610582                                     | KCNJ11        | 11p15.1        |                                                                     |

### Генетички тип
| Ген         | Хромозом    | Улога гена                                              | Опис                                                     |
| ----------- | ----------- | ------------------------------------------------------- | -------------------------------------------------------- |
| IPF-1       | Хромозом 13 | Развој панкреаса, транскрипција гена инсулина           | Агенезија панкреаса                                      |
| EIF2AK3     | Хромозом 2  | Транслација протеина                                    | Волкот раинсонов синдром                                 |
| FOXP3       | Хромозом 10 | Фактор ранслације                                       | Ипекс синдром                                            |
| Глукокиназа | Хромозом 7  | Везивање фосфора за глукозу у б ћелији: лучење инсулина | МОДИ диабетес код оба родитеља                           |
| PTF1A       | Хромозом 10 | Развој панкреаса и малог мозга, фактор транскрипције    | Агенеза панкреаса, агенеза малог мозга                   |
| KIR6.2      | Хромозом 11 | АТП-зависни калијумски канал: лучење инсулина           | Неуролошки знаци, могуће лечење оралним антидијабетицима |

## Спољашњи извори
|  | Молимо Вас, обратите пажњу на важно упозорење у вези са темама из области медицине (здравља). |